# Ścinawica
Ścinawica [ɕʨina'vʲiʦa] (deutsch Steinwitz) ist ein Ort in der Landgemeinde Kłodzko im Powiat Kłodzki der Woiwodschaft Niederschlesien in Polen. Es liegt vier Kilometer nördlich von Kłodzko (Glatz).

## Geographie
Ścinawica liegt an der Einmündung der Steine (polnisch Ścinawka) in die Glatzer Neiße (Nysa Kłodzka). Nachbarorte sind Młynów (Mühldorf) und Podtynie (Poditau) im Nordosten, Ławica (Lawitsch) im Osten, Goszyce (Hassitz) im Südosten, Ustronie (Halbendorf) im Süden, Gołogłowy (Hollenau) im Südwesten und Bierkowice (Birgwitz) im Nordwesten.

## Geschichte

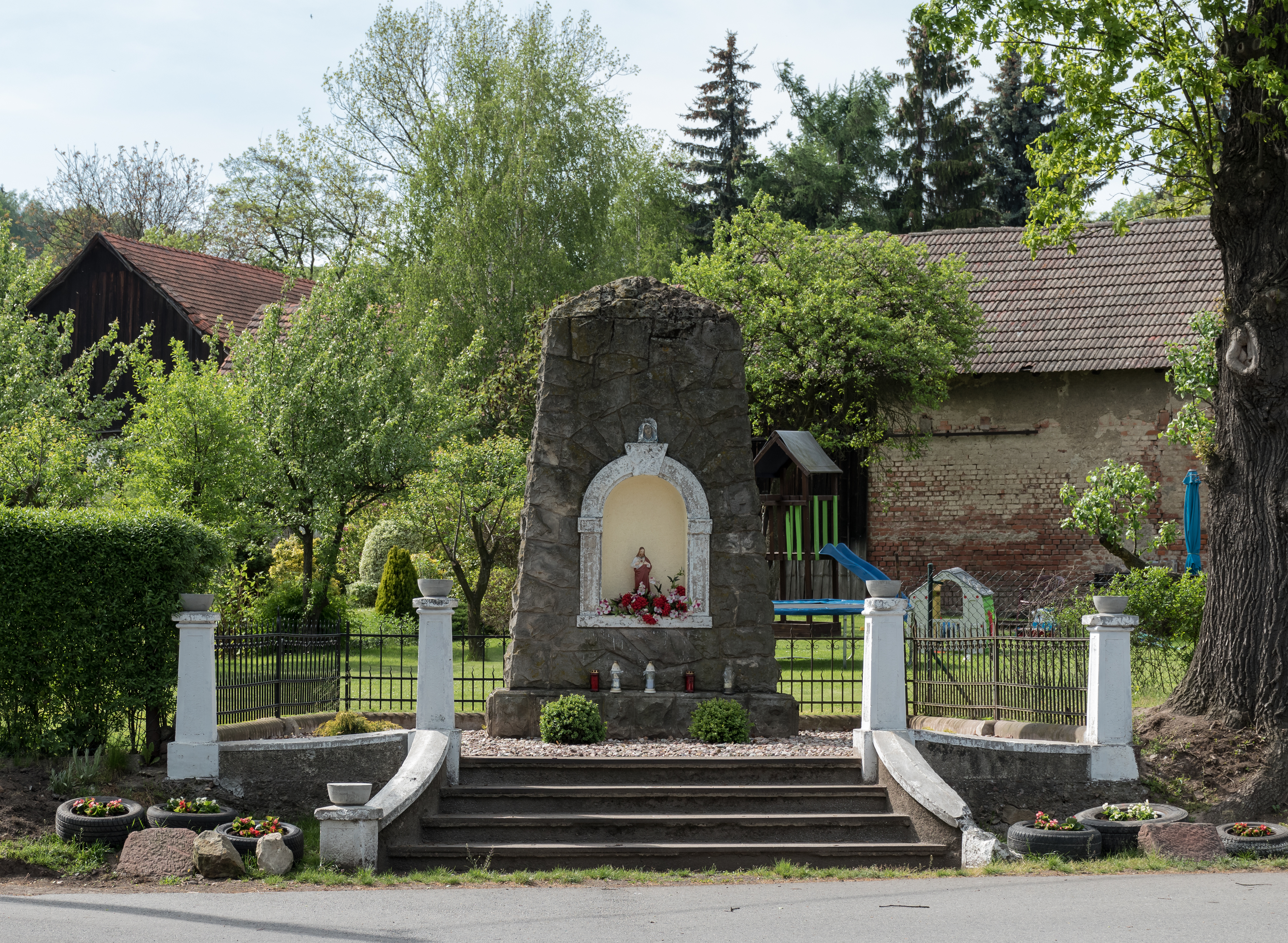
Wegekapelle

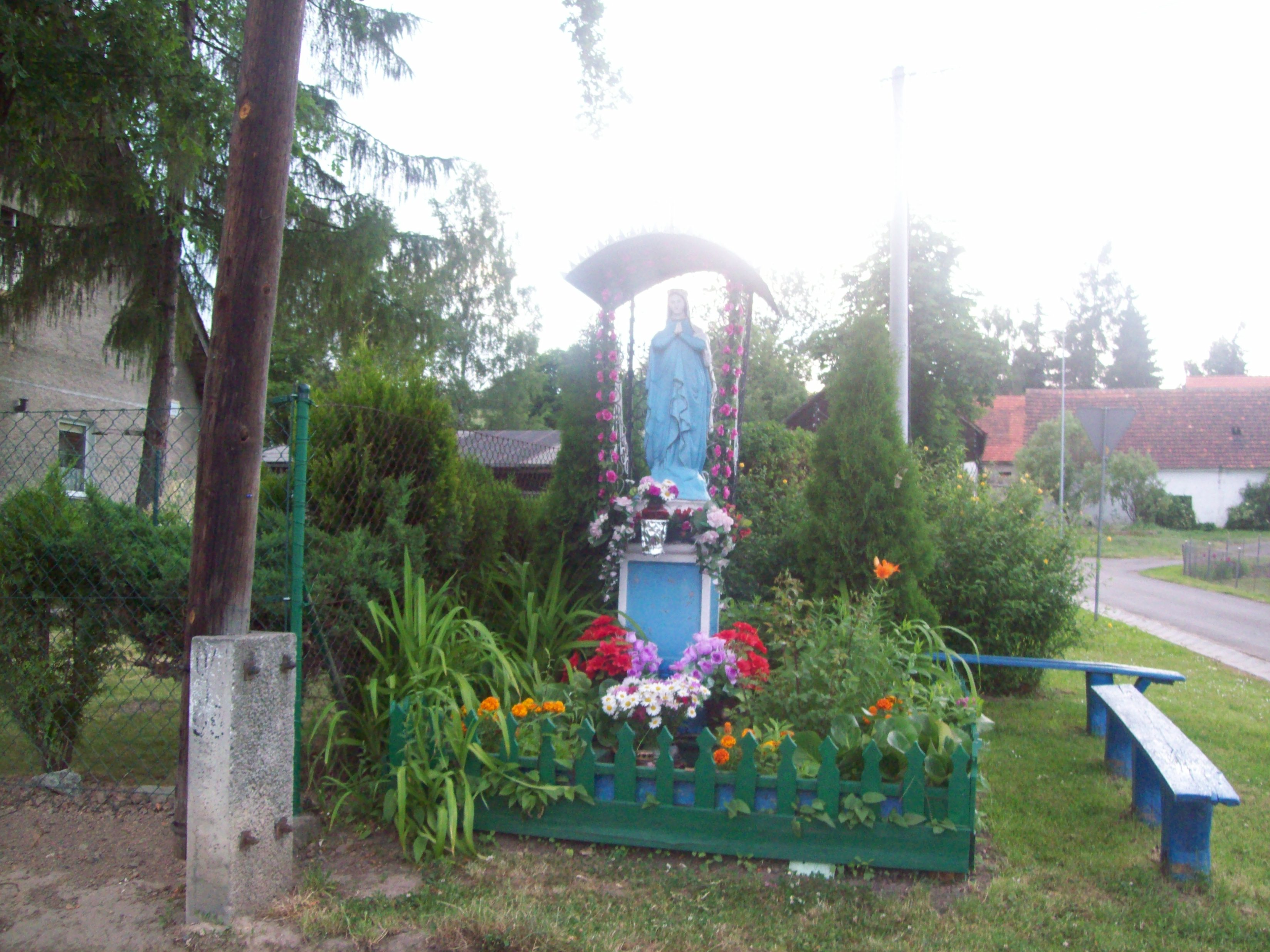
Marienstatue

Der Ort wurde erstmals 1330 als „Stynewicz“ urkundlich erwähnt. Für das Jahr 1361 ist die Schreibweise „Steinewitz“ und 1378 die Schreibweise „Stynowicz“ belegt. Es gehörte zum böhmischen Glatzer Land, das 1459 vom böhmischen König Georg von Podiebrad zur Grafschaft Glatz erhoben wurde. Zusammen mit dieser gelangte es nach dem Ersten Schlesischen Krieg 1742 und endgültig mit dem Hubertusburger Frieden 1763 an Preußen. Nach der Neugliederung Preußens gehörte Steinwitz ab 1816 zum Landkreis Glatz, mit dem es bis 1945 verbunden blieb. Ab 1874 gehörte die Landgemeinde Steinwitz zum neu gegründeten Amtsbezirk Koritau. 1926 wurde die Landgemeinde Steinwitz mit der Landgemeinde Wiesau verbunden. 1939 wurden 440 Einwohner gezählt.
Als Folge des Zweiten Weltkriegs fiel Steinwitz 1945 wie fast ganz Schlesien an Polen und wurde in Ścinawica umbenannt. Die deutsche Bevölkerung wurde, soweit sie nicht schon vorher geflohen war, 1946 vertrieben. Die neu angesiedelten Bewohner waren teilweise Zwangsumgesiedelte aus Ostpolen, das an die Sowjetunion gefallen war. 1975–1998 gehörte Ścinawica zur Woiwodschaft Wałbrzych (Waldenburg).
Ścinawica ist überwiegend landwirtschaftlich geprägt. Es gibt etwas Kleinhandel sowie Reste der ehemaligen Papierfabrik, die 1879 vom Industriellen Leopold Schöller im benachbarten Mühldorf errichtet worden war.